# Einsatz in Hamburg – Mord auf Rezept
Mord auf Rezept ist ein deutscher Fernsehfilm von Walter Weber aus dem Jahr 2006. Es handelt sich um die siebte Episode der ZDF-Kriminalfilmreihe Einsatz in Hamburg, deren ersten beiden Filme unter dem Reihentitel Jenny Berlin ausgestrahlt wurden.

## Handlung
Hannes Wolfer musste sich im Krankenhaus einer Gallen-OP unterziehen. Als er gerade Besuch von seinen Kollegen Jenny Berlin und Volker Brehm erhält, müssen sie miterleben, wie der behandelnde Arzt, Dr. Rixen, auf dem Flur einen handfesten Streit mit Nachtclubbesitzer Bob Seitz hat. Am Abend wird dann Frank Hellmann, einer der Ärzte des Klinikums, in seiner Wohnung tot aufgefunden. So sieht sich Jenny Berlin schneller mit Dr. Rixen wieder, als sie erwartet hatten, um ihn zu befragen. Der Streit mit Bob Seitz könnte mit dem Tod des Arztes zusammenhängen, was sie herausfinden will. Der Grund für Seitz „Attacke“ war der Tod seines Bruders, der hier in der Klinik vor kurzem nach einer Gallen-OP gestorben war. Seitz gibt den Ärzten die Schuld daran, was ihn als dringend tatverdächtig erscheinen lässt. Als man auch noch das Handy des Toten bei ihm findet, wird er festgenommen. Im Prinzip scheint der Fall gelöst, doch Jenny Berlin hat Zweifel. Im Auto des Opfers wurden sehr viele Packungen eines Medikaments gefunden, das zurzeit in der Rixens Klinik im Test ist. Sowohl Seitz Bruder als auch mindestens vier weitere Patienten, die dieses Medikament erhalten hatten, sind kurz nach ihren Operationen an einer Lungenembolie verstorben. Die Kommissarin vermutet, dass Hellmann hier Zusammenhänge gefunden hat, doch ist sein Laptop verschwunden und auch sonst waren keine Unterlagen in seiner Wohnung. Sie geht dieser Vermutung nach und ist sich sicher, dass in der Klinik die Testergebnisse zu dem Probemedikament manipuliert und Krankenakten entsprechend geschönt wurden. Nachdem sie und ihre Kollegen im Keller des Opfers ein privates Labor vorfinden, in denen Hellmann offensichtlich an Ratten das umstrittene Medikament getestet hat, ist sie sich sicher, dass dies Dr. Rixen nicht gefallen haben dürfte. Nach Hellmanns Tests würde das Medikament nie zugelassen werden und der Klinik die Gelder für die Tests verloren gehen. Rixen verrät sich selber, als er vorhat die Zeugin zu beseitigen, die ihn im Treppenhaus gesehen hatte. Jenny Berlin und Volker Brehm können dies verhindern und Rixen festnehmen.

## Hintergrund
Der Film wurde in Hamburg, Tierpark Hagenbeck und Umgebung gedreht am 27. Mai 2006 um 20:15 Uhr im Rahmen der Reihe Samstagskrimi im ZDF erstausgestrahlt.

## Kritik
Tilmann P. Gangloff urteilte bei tittelbach.tv: „Der Zuschauer ahnt ungleich früher als das Trio der Hamburger Mordkommission, woher der Wind weht, als ein Assistenzarzt tot im eigenen Blute gefunden wird... Trotz kleiner Schönheitsfehler bereitet ‚Mord auf Rezept‘ aus der ZDF-Reihe ‚Einsatz in Hamburg‘ durchaus Vergnügen. Das Autoren-Duo Stefan Cantz & Jan Hinter (‚Tatort‘ Münster) weiß komödiantisch Glanzpunkte zu setzen und bei Szyszkowitz & Co stimmt die Chemie.“
Bei quotenmeter.de wertete Julian Miller: Einsatz in Hamburg: Mord auf Rezept „kann […] durchaus überzeugen. Die Story ist interessant und konfliktreich, jedoch bleibt die Spannung meist auf der Strecke. Zu wenig unberechenbare Szenen kommen vor, jedoch sind Handlung und Ende insgesamt nur schwer vorauszusagen. Die Charaktere sind meist gut konstruiert und auch die Dialoge treffen. Die schauspielerische Leistung der Darsteller gefällt durchwegs und die vielen Plot-Twists sind exzellent durchdacht.“
Die TV Spielfilm vergab die bestmögliche Wertung (Daumen nach oben) und befand: „Durchsichtiger Plot, aber die Milieuzeichnung entschädigt durchaus.“ und zog als Fazit: „Wirkungsvoll gegen Morbus Langeweile“.